# Archaeolus funestus
Archaeolus funestus là một loài bọ cánh cứng trong họ Elateridae. Loài này được Lin Qibin miêu tả khoa học năm 1986.